# Římskokatolická farnost Dubnice
Římskokatolická farnost Dubnice pod Ralskem (něm. Hennersdorf) je církevní správní jednotka sdružující římské katolíky na území obce Dubnice a v jejím okolí. Organizačně spadá do českolipského vikariátu, který je jedním z 10 vikariátů litoměřické diecéze. Centrem farnosti je farní kostel Narození Panny Marie v Dubnici.

## Historie farnosti
V roce 1363 je v Dubnici uváděna plebánie, která zanikla za husitských válek. Od roku 1789 je uváděna lokální duchovní správa (lokálie) ze Stráže pod Ralskem. Od roku 1858 byla lokálie povýšena na samostatnou farnost. Farní kostel Narození Panny Marie byl vybudován v dnešní podobě v letech 1699-1702. Ve 2. polovině 20. století přestala být farnost obsazována trvale sídlícím knězem a začala být spravována excurrendo z Mimoně.

### Duchovní správcové vedoucí farnost

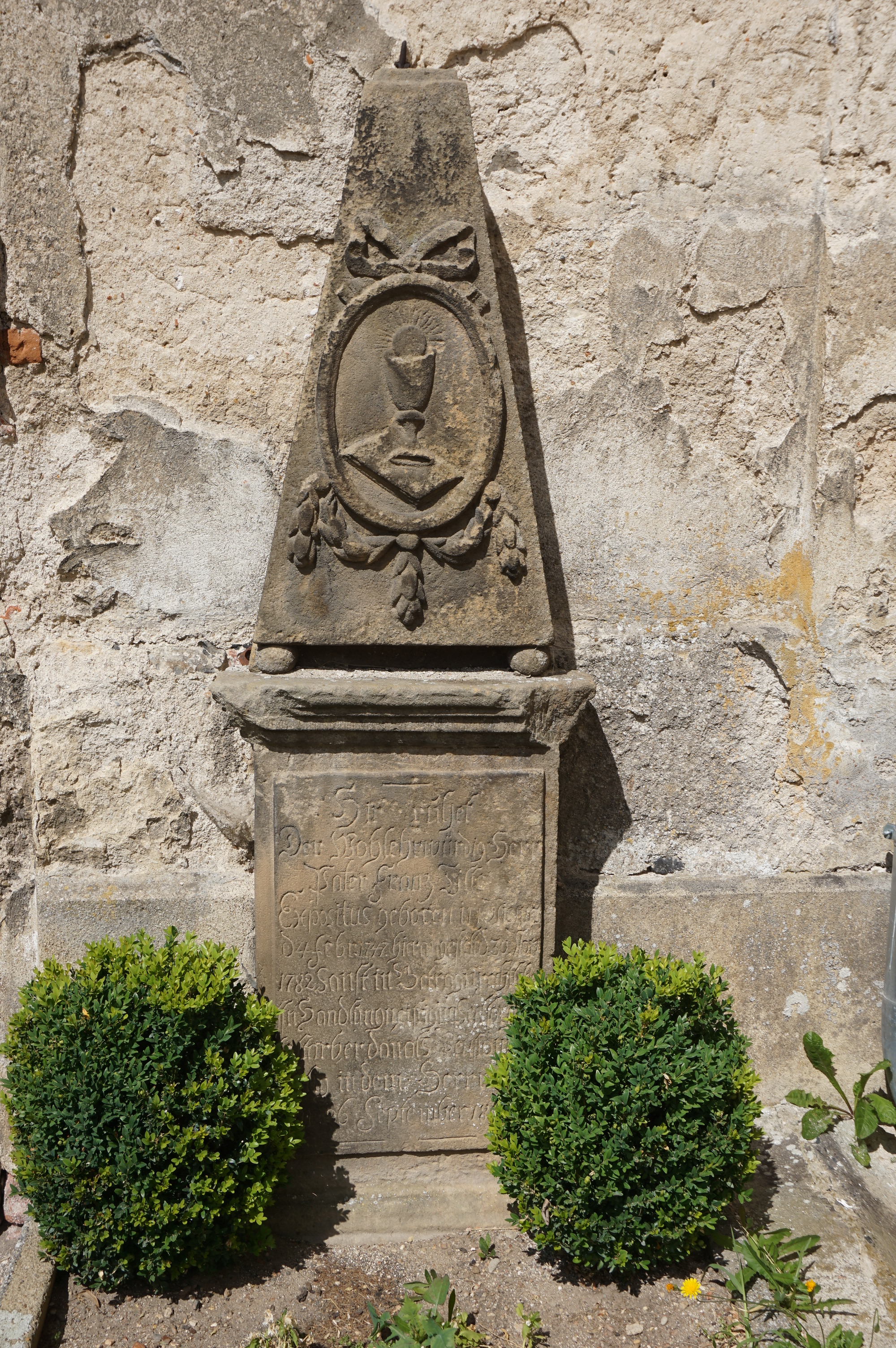
Náhrobek kaplana lokálie P. Franze Tilleho při kostele Narození Panny Marie v Dubnici

Začátek působnosti jmenovaného v duchovní správě farnosti od:
- Nicolaus
- 1363 Lutpold
- Litzmanus
- 1364 Henricus
- Přibík
- 1399 Nicolaus
- 1404 Joannes z Ústí
- 1409 Wenceslaus
- 1409 Petrus
- 1789 cap. loc. Franc. Tille
- 1796 cap. loc. Joann. Lehmann, n. 11. 10. 1754 Schoebric., o. 29. 5. 1779, † 17. 7. 1833
- 1816 cap. loc. Car. Tischer, n. 13. 5. 1755 Wartenberg., o. 12. ?. 1780, † 4. 5. 1828
- 1828 cap. loc. Franc. Künzner, n. 22. 11. 1773 Wartenberg, o. 16. 7. 1798, † 11. 7. 1847
- 1832 cap. loc. Adalb. Würfel, n. 2. 8. 1789 Primsnens, o. 23. 3. 1812
- 1835 cap. loc. Franc. Jackowitz, n. 30. 1. 1795 Reichenberg, o. 24. 8. 1820, † 24. 7. 1854
- 1838 cap. loc. Franc. Rotter, n. 6. 4. 1803 Fünfhundens., o. 9. 4. 1826, † 11. 6. 1876
- 1844 cap. loc. Anton. Schiller, n. 16. 3. 1802 Maschau., o. 4. 9. 1826
- 1847 cap. loc. Norbert. Spindler n. 1. 2. 1802 Kettovic, o. 3. 9. 1828, † 27. 11. 1893
- 1857 cap. loc. Anton. Jantsch, n. 9. 1. 1809 Schluckenau, o. 3. 8. 1833
- 1859 proto-par. (1. farář) Anton. Jantsch, n. 9. 1. 1809 Schluckenau, o. 3. 8. 1833, † 8. 3. 1879
- 1865 par. vacat, admin. int. Ign. Haase
- 1866 Ign. Haase, n. 30. 12. 1816 Niems, o. 25. 7. 1843
- 1874 Georg. Roehn, n. 24. 4. 1827 Karbitz, o. 25. 7. 1851, † 26. 10. 1888
- 1877 par. vacat, admin. int. Václav Frost
- 1878 Anton. Gürlich, n. 5. 12. 1831 Niems, o. 25. 7. 1857, † 8. 3. 1904
- 1880 Franc. Czakert, n. 14. 1. 1843 Leipa, o. 15. 7. 1867, † 24. 8. 1912
- 1883 par. vacat, admin. int. Jos. Schröter
- 1884 Jos. Schröter, n. 17. 7. 1847 Hennersdorf, o. 25. 7. 1871, † 13. 3. 1915
- 1890 Adolph. Plischke, n. 16. 12. 1851 Reichenberg, o. 3. 6. 1883, † 22. 6. 1919
- 1908 Mart. Rausch, n. 14. 10. 1874 München-Gladbach (G), o. 9. 5. 1897, † 8. 4. 1935
- 1931 par. vacat, admin. exc. Ferd. Gaudl
- 1. 9. 1931 Jos. Tittel, n. 1. 11. 1897 Mariaschein, o. 26. 6. 1921
- 21. 2. 1947 Jan Böhm, n. 2. 9. 1908, † 20. 12. 1979, admin. exc. z Mimoně
- 1. 5. 1962 Karel Kahoun admin. exc. z Jablonného v Podještědí
- 1. 7. 1969 Václav Jindřich Gajzler OP, admin. exc. z Jablonného v Podještědí
- 1. 8. 1972 František Antonín Švercl OP, admin. exc. z Jablonného v Podještědí
- 1. 8. 1973 Zdeněk Fleiberk, admin. exc. z Jablonného v Podještědí
- 1. 1. 1990 Václav Jindřich Gajzler OP, admin. exc. z Jablonného v Podještědí
- 1. 10. 1990 Jiří Hladík OP, admin. exc. z Jablonného v Podještědí
- 1. 6. 1991 Václav Jindřich Gajzler OP, admin. exc. z Jablonného v Podještědí
- 1. 4. 1996 Tomáš Kuba, admin. exc. z Mimoně
- 1. 7. 2002 Václav Horniak, SVD, admin. exc. z Mimoně
- 15. 11. 2016 Richard Cenker, SVD, admin. exc. z Mimoně[1]

Kromě kněží stojících v čele farnosti, působili ve farnosti v průběhu její historie i jiní kněží. Většinou pracovali jako farní vikáři, kaplani, katecheté, výpomocní duchovní aj.

## Římskokatolické sakrální stavby na území farnosti
| Fotografie | Stavba                      | Místo               | Bohoslužby                      | Zeměpisné souřadnice             | Status       | Číslo kulturní památky           |        |
| Kostel | Kostel                      | Kostel              | Kostel                          | Kostel                           | Kostel       | Kostel                           | Kostel |
| --- | --------------------------- | ------------------- | ------------------------------- | -------------------------------- | ------------ | -------------------------------- | ------ |
| | Kostel Narození Panny Marie | Dubnice pod Ralskem | bližší informace o bohoslužbách | 50°43′35″ s. š., 14°48′26″ v. d. | farní kostel | 24601/5-2935 (Pk•MIS•Sez•Obr•WD) |        |
| Některé drobné sakrální stavby a pamětihodnosti lze dohledat zde v databázi Drobné sakrální památky Zaniklé sakrální stavby lze dohledat zde v databázi Poškozené a zničené kostely, kaple a synagogy v České republice |                             |                     |                                 |                                  |              |                                  |        |

Ve farnosti se mohou nacházet i další drobné sakrální stavby, místa římskokatolického kultu a pamětihodnosti, které neobsahuje tato tabulka.

## Příslušnost k farnímu obvodu
Z důvodu efektivity duchovní správy byl vytvořen farní obvod (kolatura) farnosti Mimoň, jehož součástí je i farnost Dubnice, která je tak spravována excurrendo. Přehled těchto kolatur je v tabulce farních obvodů českolipského vikariátu.